# جاكوب فوجلسانج
جاكوب فوجلسانج (بالدنماركية: Jakob Fuglsang)‏ مواليد 22 مارس 1985 في جنيف، هو دراج دانمركي في صنف سباق الدراجات على الطريق. شارك في دورة الألعاب الأولمبية الصيفية.

## سباقات أو مراحل فاز بها
| التاريخ        | السباق                                                                            | المركز                                                                 |
| -------------- | --------------------------------------------------------------------------------- | ---------------------------------------------------------------------- |
| 06 أغسطس 2006  | طواف الدنمارك 2006                                                                | الرابع في تصنيف أفضل شاب                                               |
| 01 يناير 2007  | Grand Prix Guillaume Tell 2007                                                    |                                                                        |
| 03 يونيو 2007  | رينجيريك جراند بريكس 2007                                                         | العاشر في التصنيف العام                                                |
| 01 يناير 2008  | 2008 Ronde de l'Oise                                                              |                                                                        |
| 01 يناير 2008  | باريس تروا 2008                                                                   |                                                                        |
| 03 أغسطس 2008  | طواف الدنمارك 2008                                                                | الفائز في التصنيف العام                                                |
| 01 يناير 2009  | Contre-la-montre masculin aux championnats du Danemark de cyclisme sur route 2009 |                                                                        |
| 15 مارس 2009   | باريس-نيس 2009                                                                    | الخامس في تصنيف أفضل شاب                                               |
| 11 أبريل 2009  | طواف إقليم الباسك 2009                                                            | المرتبة 16 في التصنيف العام                                            |
| 14 يونيو 2009  | كريثيديا دو دوفين 2009                                                            | السادس في التصنيف العام                                                |
| 21 يونيو 2009  | 2009 طواف سلوفينيا                                                                | الفائز في التصنيف العام                                                |
| 02 أغسطس 2009  | طواف الدنمارك 2009                                                                | الفائز في التصنيف العام                                                |
| 10 أكتوبر 2009 | طواف إيميليا 2009                                                                 |                                                                        |
| 01 يناير 2010  | Contre-la-montre masculin aux championnats du Danemark de cyclisme sur route 2010 | الفائز في التصنيف العام                                                |
| 01 يناير 2010  | 2010 Gran Premio Bruno Beghelli                                                   |                                                                        |
| 01 يناير 2010  | بينشي-شيمي-بينشي 2010                                                             |                                                                        |
| 08 أغسطس 2010  | طواف الدنمارك 2010                                                                | الفائز في التصنيف العام                                                |
| 10 سبتمبر 2010 | جائزة كيبيك الكبرى للدراجات 2010                                                  |                                                                        |
| 03 أكتوبر 2010 | 2010 Circuit Franco-Belge                                                         |                                                                        |
| 03 يونيو 2012  | طواف لوكسمبورغ 2012                                                               | الفائز في التصنيف العام                                                |
| 21 يونيو 2012  | Contre-la-montre masculin aux championnats du Danemark de cyclisme sur route 2012 | الفائز في التصنيف العام                                                |
| 08 يوليو 2012  | طواف النمسا 2012                                                                  | الفائز في التصنيف العام                                                |
| 01 يناير 2016  | طواف أمريكا للدراجات 2016                                                         |                                                                        |
| 22 أبريل 2016  | جيرو ديل ترينتينو 2016                                                            |                                                                        |
| 06 أغسطس 2016  | ركوب الدراجات في الألعاب الأولمبية الصيفية 2016 – رجال فردي سباق الطريق           |                                                                        |
| 11 يونيو 2017  | كريثيديا دو دوفين 2017                                                            | الفائز في التصنيف العام                                                |
| 01 يناير 2019  | طواف أندلوسيا 2019                                                                | الفائز في التصنيف العام                                                |
| 16 فبراير 2019 | فولتا مورسيا 2019                                                                 | الأول في تصنيف الجبال، السادس في التصنيف العام، السابع في تصنيف النقاط |
| 28 أبريل 2019  | لييج-باستون-لييج 2019                                                             | الفائز في التصنيف العام                                                |
| 16 يونيو 2019  | سباق دوفين للدراجات 2019                                                          | الفائز في التصنيف العام                                                |
| 20 أكتوبر 2019 | طواف أوروبا للدراجات 2019                                                         |                                                                        |
| 01 يناير 2020  | طواف أندلوسيا 2020                                                                | الفائز في التصنيف العام                                                |
| 15 أغسطس 2020  | طواف لومبارديا 2020                                                               | الفائز في التصنيف العام                                                |
| 31 مايو 2022   | 2022 Mercan'Tour Classic Alpes-Maritimes                                          | الفائز في التصنيف العام                                                |

## وصلات خارجية
- الموقع الرسمي

## روابط خارجية
- جاكوب فوجلسانج على موقع الاتحاد الدولي للدراجات (الإنجليزية)
- جاكوب فوجلسانج على موقع أرشيف الدراجات (الإنجليزية)
- جاكوب فوجلسانج على موقع إحصائيات الدراجات الإحترافية (الإنجليزية)
- جاكوب فوجلسانج على موقع نسبة الدراجات (الإنجليزية)
- جاكوب فوجلسانج على موقع CycleBase (الإنجليزية)
- جاكوب فوجلسانج على موقع أوليمبيديا (الإنجليزية)